# 金納倫
金納倫（英語：Kinnelon）是位於美國新澤西州摩里斯縣的自治市鎮。

## 人口
根據2020年美國人口普查的數據，金納倫的面積為49.86平方千米，當中陸地面積為46.73平方千米，而水域面積為3.13平方千米。當地共有人口9966人，而人口密度為每平方千米200人。